# Édouard Frédéric Wilhelm Richter

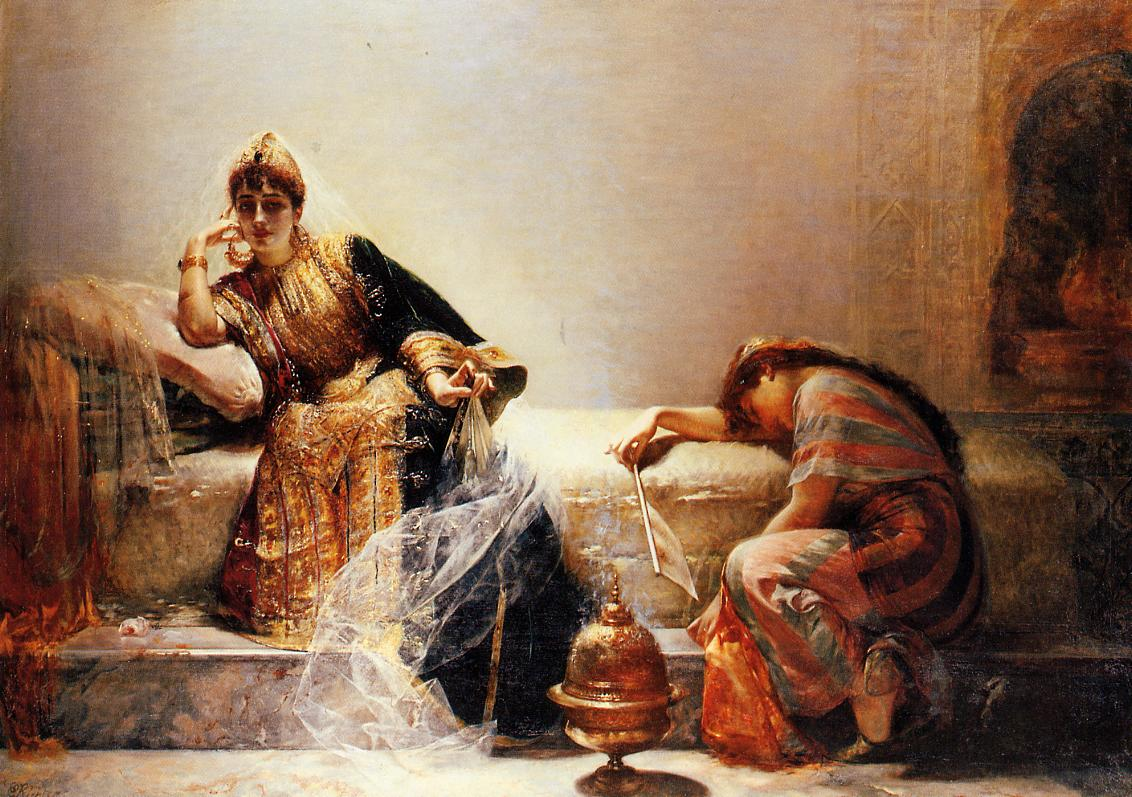
Scheherazade

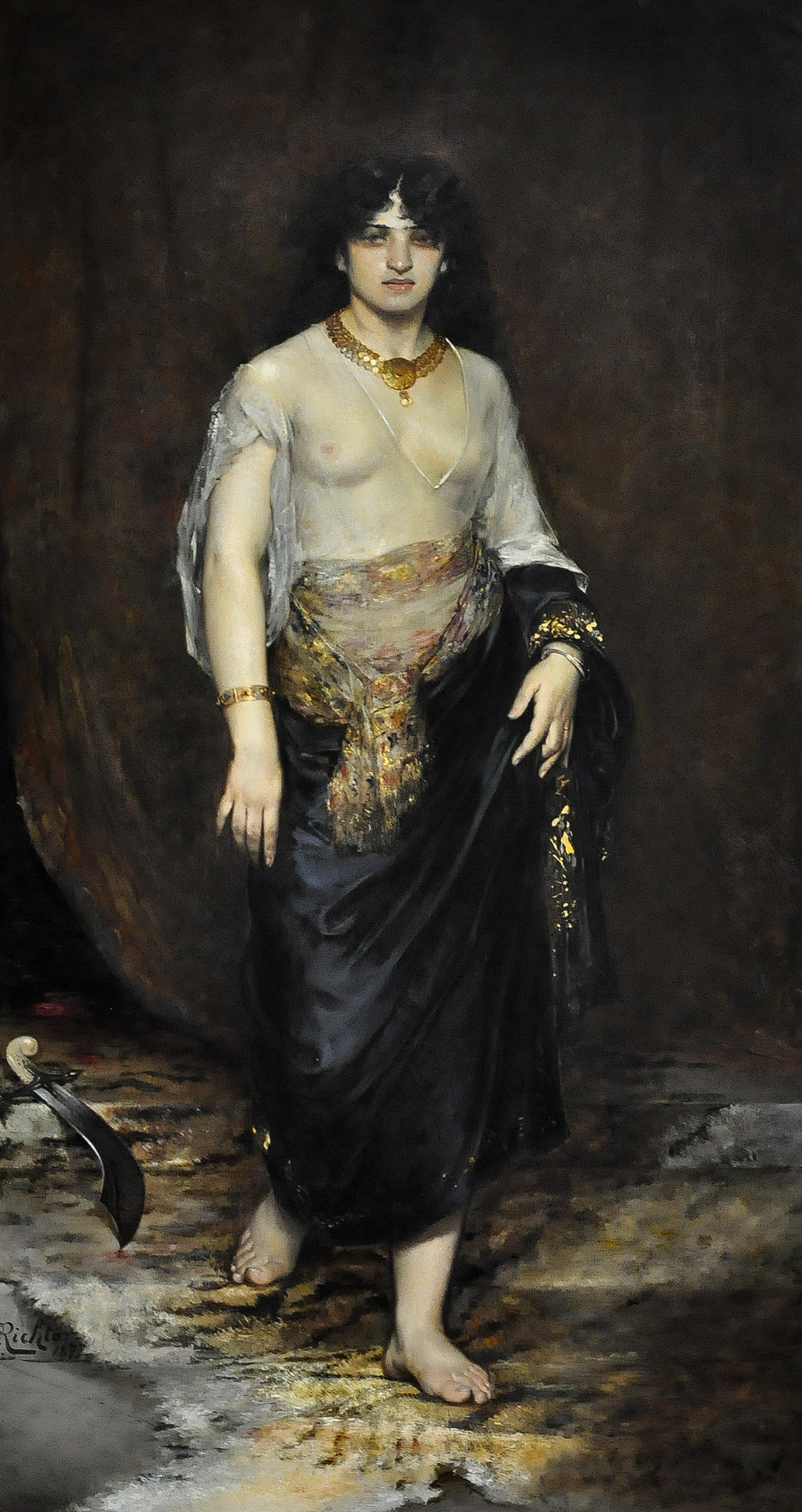
Judith

Édouard Frédéric Wilhelm Richter (* 18. Juni 1844 in Paris; † 4. März 1913 ebenda) war ein französischer Genremaler des Orientalismus.

## Leben
Richter war Sohn eines Deutschen und einer Holländerin. Er begann sein Studium an der Königlichen Akademie der Bildenden Künste in Den Haag und setzte es an der Akademie der Schönen Künste in Paris bei Ernest Hébert und Léon Bonnat fort. 
Nach dem Studium blieb Richter in Paris. Seine erste Ausstellung fand im Jahr 1866 statt.
Édouard Frédéric Wilhelm Richter schuf hauptsächlich Porträts und Genrebilder aus dem orientalischen Milieu.